# Liderzy Socjalistycznej Republiki Chorwacji

## Przewodniczący Komunistycznej Partii Chorwacji (od 1952 Związku Komunistów Chorwacji)
| # | Imię i Nazwisko                  | Portret | Kadencja         | Kadencja         |
| # | Imię i Nazwisko                  | Portret | Od               | Do               |
| - | -------------------------------- | ------- | ---------------- | ---------------- |
| 1 | Andrija Hebrang (1899-1949)      |         | 1942             | październik 1944 |
| 2 | Vladimir Bakarić (1912–1983)     |         | październik 1944 | 1969             |
| 3 | Savka Dabčević-Kučar (1923-2009) |         | 1969             | grudzień 1971    |
| 4 | Milka Planinc (1924-2010)        |         | 14 grudnia 1971  | maj 1982         |
| 5 | Jure Bilić (1922-2006)           |         | maj 1982         | 1 lipca 1983     |
| 6 | Josip Vrhovec (1926-2006)        |         | 1 lipca 1983     | 15 maja 1984     |
| 7 | Mika Špiljak (1916-2007)         |         | 15 maja 1984     | maj 1986         |
| 8 | Stanko Stojčević (1929–2009)     |         | maj 1986         | grudzień 1989    |
| 9 | Ivica Račan (1944-2007)          |         | 13 grudnia 1989  | 3 listopada 1990 |

## Głowa państwa

### Legenda
tymczasowo
| # | Imię i Nazwisko                   | Portret | Kadencja             | Kadencja             | Partia polityczna              | Partia polityczna              |
| # | Imię i Nazwisko                   | Portret | Od                   | Do                   | Partia polityczna              | Partia polityczna              |
| --- | --------------------------------- | ------- | -------------------- | -------------------- | ------------------------------ | ------------------------------ |
| Przewodniczący Narodowej Antyfaszystowskiej Ludowej Rady Wyzwolenia Chorwacji (ZAVNOH) (1943 - 1945) |                                   |         |                      |                      |                                |                                |
| 1 | Vladimir Nazor (1876–1949)        |         | 13 czerwca 1943      | 24 lipca 1945        |                                | Bezpartyjny                    |
| Przewodniczący Prezydium Zgromadzenia Narodowego Chorwacji (1945–1946)                               |                                   |         |                      |                      |                                |                                |
| 1 | Vladimir Nazor (1876–1949)        |         | 24 lipca 1945        | 28 lutego 1946       |                                | Bezpartyjny                    |
| Przewodniczący Prezydium Zgromadzenia Ludowej Republiki Chorwacji (1946)                             |                                   |         |                      |                      |                                |                                |
| 1 | Vladimir Nazor (1876–1949)        |         | 28 lutego 1946       | 30 listopada 1946    |                                | Bezpartyjny                    |
| Przewodniczący Prezydium Zgromadzenia Konstytucyjnego Chorwackiej Republiki Ludowej (1946-1947)      |                                   |         |                      |                      |                                |                                |
| 1 | Vladimir Nazor (1876–1949)        |         | 30 listopada 1946    | 18 stycznia 1947     |                                | Bezpartyjny                    |
| Przewodniczący Prezydium Zgromadzenia Ludowej Republiki Chorwacji (1947-1949)                        |                                   |         |                      |                      |                                |                                |
| 1 | Vladimir Nazor (1876–1949)        |         | 18 stycznia 1947     | 19 czerwca 1949      |                                | Bezpartyjny                    |
| - | Antun Babić                       |         | 19 czerwca 1949      | 15 października 1949 |                                | Komunistyczna Partia Chorwacji |
| - | Mile Počuča (1899–1980)           |         | 19 czerwca 1949      | 15 października 1949 |                                | Komunistyczna Partia Chorwacji |
| 2 | Karlo-Gašpar Mrazović (1902–1987) |         | 15 października 1949 | 18 marca 1952        | Komunistyczna Partia Chorwacji |                                |
| 3 | Vicko Krstulović (1905–1988)      |         | 18 marca 1952        | 6 lutego 1953        | Związek Komunistów Chorwacji   |                                |
| Przewodniczący Zgromadzenia Ludowej Republiki Chorwacji (1953–1963)                                  |                                   |         |                      |                      |                                |                                |
| 1 | Zlatan Sremec (1898–1971)         |         | 6 lutego 1953        | 18 grudnia 1953      |                                | Związek Komunistów Chorwacji   |
| 2 | Vladimir Bakarić (1912–1983)      |         | 18 grudnia 1953      | 7 kwietnia 1963      |                                | Związek Komunistów Chorwacji   |
| Przewodniczący Zgromadzenia Socjalistycznej Republiki Chorwacji (1963–1974)                          |                                   |         |                      |                      |                                | Związek Komunistów Chorwacji   |
| 1 | Vladimir Bakarić (1912–1983)      |         | 7 kwietnia 1963      | 27 czerwca 1963      |                                | Związek Komunistów Chorwacji   |
| 2 | Ivan Krajačić (1906–1986)         |         | 27 czerwca 1963      | 11 maja 1967         |                                |                                |
| 3 | Jakov Blažević (1912–1996)        |         | 11 maja 1967         | 8 maja 1974          |                                |                                |
| Przewodniczący Prezydium Socjalistycznej Republiki Chorwacji (1974–1990)                             |                                   |         |                      |                      |                                |                                |
| 1 | Jakov Blažević (1912–1996)        |         | 8 maja 1974          | 10 maja 1982         |                                | Związek Komunistów Chorwacji   |
| 2 | Marijan Cvetković (1920–1990)     |         | 10 maja 1982         | 10 maja 1983         |                                | Związek Komunistów Chorwacji   |
| 3 | Milutin Baltić (1920–2013)        |         | 10 maja 1983         | 10 maja 1984         |                                | Związek Komunistów Chorwacji   |
| 4 | Jakša Petrić (1922–1993)          |         | 10 maja 1984         | 10 maja 1985         |                                | Związek Komunistów Chorwacji   |
| 5 | Pero Car (1920–1985)              |         | 10 maja 1985         | 15 listopada 1985    |                                | Związek Komunistów Chorwacji   |
| 6 | Ema Derosi-Bjelajac (1926-2020)   |         | 20 listopada 1985    | 10 maja 1986         |                                | Związek Komunistów Chorwacji   |
| 7 | Ante Marković (1924–2011)         |         | 10 maja 1986         | 10 maja 1988         |                                | Związek Komunistów Chorwacji   |
| 8 | Ivo Latin (1929–2002)             |         | 10 maja 1988         | 30 maja 1990         |                                | Związek Komunistów Chorwacji   |
| 9 | Franjo Tuđman (1922–1999)         |         | 30 maja 1990         | 25 lipca 1990        |                                | HDZ                            |

## Szefowie rządu
| #                                         | Imię i Nazwisko                  | Portret | Kadencja          | Kadencja          | Partia polityczna | Partia polityczna          |
| #                                         | Imię i Nazwisko                  | Portret | Od                | Do                | Partia polityczna | Partia polityczna          |
| ----------------------------------------- | -------------------------------- | ------- | ----------------- | ----------------- | ----------------- | -------------------------- |
| Premier 1945–1953                         |                                  |         |                   |                   |                   |                            |
| 1                                         | Vladimir Bakarić (1912–1983)     |         | 14 kwietnia 1945  | 6 lutego 1953     |                   | KPH (do 1952)SKH (od 1952) |
| Przewodniczący Rady Wykonawczej 1953–1990 |                                  |         |                   |                   |                   |                            |
| 1                                         | Vladimir Bakarić (1912–1983)     |         | 6 lutego 1953     | 18 grudnia 1953   |                   | SKH                        |
| 2                                         | Jakov Blažević (1912–1996)       |         | 18 grudnia 1953   | 10 lipca 1962     |                   | SKH                        |
| 3                                         | Zvonko Brkić (1912–1977)         |         | 10 lipca 1962     | 27 czerwca 1963   |                   | SKH                        |
| 4                                         | Mika Špiljak (1916–2007)         |         | 27 czerwca 1963   | 11 maja 1967      |                   | SKH                        |
| 5                                         | Savka Dabčević-Kučar (1923–2009) |         | 11 maja 1967      | 8 maja 1969       |                   | SKH                        |
| 6                                         | Dragutin Haramija (1923–2012)    |         | 8 maja 1969       | 28 grudnia 1971   |                   | SKH                        |
| 7                                         | Ivo Perišin (1925–2008)          |         | 28 grudnia 1971   | 8 maja 1974       |                   | SKH                        |
| 8                                         | Jakov Sirotković (1922–2002)     |         | 8 maja 1974       | 9 maja 1978       |                   | SKH                        |
| 9                                         | Petar Fleković (ur. 1932)        |         | 9 maja 1978       | lipiec 1982       |                   | SKH                        |
| 10                                        | Ante Marković (1924–2011)        |         | lipiec 1982       | 20 listopada 1985 |                   | SKH                        |
| 11                                        | Ema Derossi-Bjelajac (1926–2020) |         | 20 listopada 1985 | 10 maja 1986      |                   | SKH                        |
| 12                                        | Antun Milović (1934–2008)        |         | 10 maja 1986      | 30 maja 1990      |                   | SKH                        |
| 13                                        | Stjepan (Stipe) Mesić (ur. 1934) |         | 30 maja 1990      | 25 lipca 1990     |                   | HDZ                        |